# Тургайское плато
Турга́йское плато́ (также Тургайская столовая страна) — возвышенная равнина между Южным Уралом и Мугоджарами на западе и Казахским мелкосопочником на востоке. Часть Великой Евразийской степи. Располагается на территории Костанайской области республики Казахстан. Будучи расчленено размывом и развеванием на платообразные высоты и низины между ними, — плато заслужило название Тургайской столовой страны. В центре плато расположен Наурзумский заповедник.

## Описание
Длина Тургайской столовой страны — около 600 км, ширина 300 км, высота до 310 м, средние высоты 200 - 300 м. По оси плато располагается Тургайская ложбина. Она соответствует Тургайскому прогибу, соединяющему Западно-Сибирскую плиту с Туранской, и северному выступу Туранской плиты. Поверхность сложена морскими и континентальными глинами и песчаниками. На юге плато расчленено на систему столовых возвышенностей. Вдоль ложбины вытянулась цепь многочисленных солёных озер с большим озером Кушмурун на севере, в которое впадает река Убаган. На юге по ложбине протекает река Тургай, давшая своё имя столовой стране. Озёра и река Тургай богаты рыбой.
Имеются месторождения магнетита (Соколовское, Сарбайское, Качарское и др.), бурого железняка, бокситов, угля. На севере — степи (большею частью распаханы), на юге — полупустыня и небольшие песчаные массивы (Барбыкум и т. п.).

## История
Тургайская степь, покрывающая пространство столовой страны — составная часть Великой Степи, с раннего средневековья известной как Дешт-и-Кипчак. В период ранней Монгольской империи входила в состав Улуса Джучи, позднее — Золотой Орды, после распада которой территория степи в начале XVI века частично вошла в Младший жуз Казахского ханства.
А с запада территорию Тургайского плато, начиная с XVI века, осваивали яицкие казаки. В 1731 году Младший жуз и Тургайское плато вошли в состав Российской империи.
В 1857 г. вдоль западной окраины Тургайского плато проследовала экспедиция русского географа Н. А. Северцова. В 1865 году была создана Тургайская область. Областное правление, во главе которого стоял военный губернатор, помещалось в Оренбурге, за неимением в Тургайской области соответствующего нуждам центральной администрации города или поселения.
В 1889-1898 годах исследованием региона активно занимался старший советник Тургайского областного управления Иван Иванович Крафт.
В суровые годы Первой мировой войны тыловой и пустынный Тургайский регион неожиданно стал театром военных действий: в 1916-м здесь вспыхнул казахский мятеж Амангельды Иманова, инспирированный «младотурками» и германо-турецкой миссией Оскара Нидермайера.
В 1918 в Тургайские степи отступил вытесненный большевиками из Оренбурга атаман Дутов.
В 1920 году Тургайская столовая страна целиком вошла в состав Оренбургско-Тургайской губернии.
В 1950-е годы в Тургайской степи началось освоение целины, что привело к кардинальному изменению экосистемы.